# Sphodromerus tuareg
Sphodromerus tuareg är en insektsart som beskrevs av Boris Petrovich Uvarov 1943. Sphodromerus tuareg ingår i släktet Sphodromerus och familjen gräshoppor.

## Underarter
Arten delas in i följande underarter:
- S. t. tuareg
- S. t. mirei